# János Gyarmati
János Gyarmati   (Tápiószele, 8 de febrer de 1910 - Budapest, 29 d'agost de 1974) va ser un futbolista i entrenador de futbol hongarès. Va jugar al Szeged FC i va guanyar tres partits amb Hongria entre 1937 i 1938. Més tard va anar a entrenar a l'Alemanya de l'Est, dirigint el VP Dresden, DHfK Leipzig, Vorwärts Berlin i SC Dynamo Berlin, a més d'entrenar la selecció nacional de l'Alemanya de l'Est de 1955 a 1957.